# Conocyema deca
Conocyema deca är en djurart som tillhör fylumet rhombozoer, och som beskrevs av Bayard Harlow McConnaughey 1957. Conocyema deca ingår i släktet Conocyema och familjen Conocyemidae. Inga underarter finns listade i Catalogue of Life.